# Sommerpalais (Greiz)

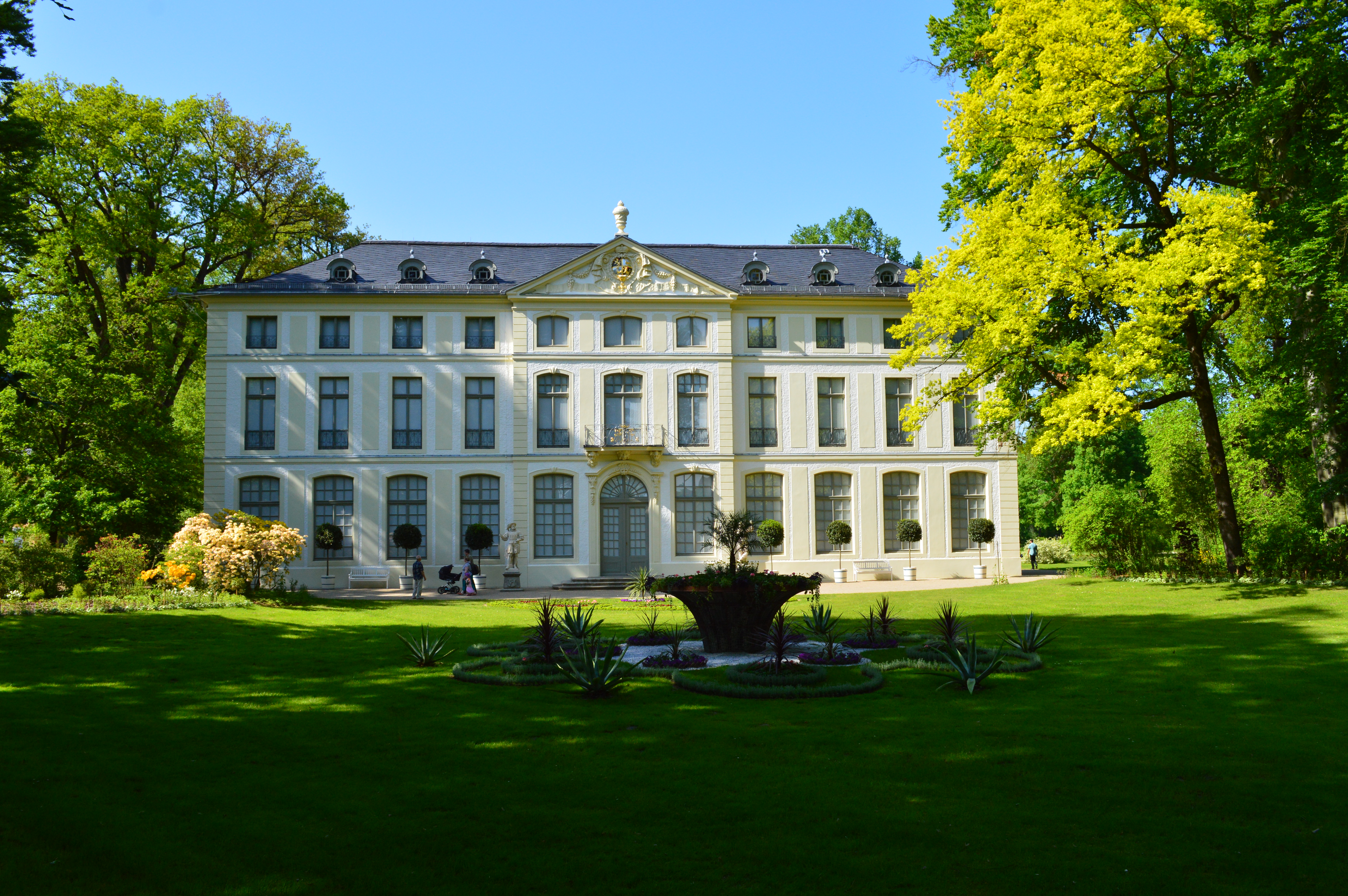
Das Sommerpalais zu Pfingsten 2013; kurz vor dem Junihochwasser 2013

Das Sommerpalais in Greiz ist ein kleines Schloss im Greizer Park und ein Beispiel für Frühklassizismus im mitteldeutschen Raum. Es befindet sich seit 1994 im Besitz der Stiftung Thüringer Schlösser und Gärten.

## Errichtung

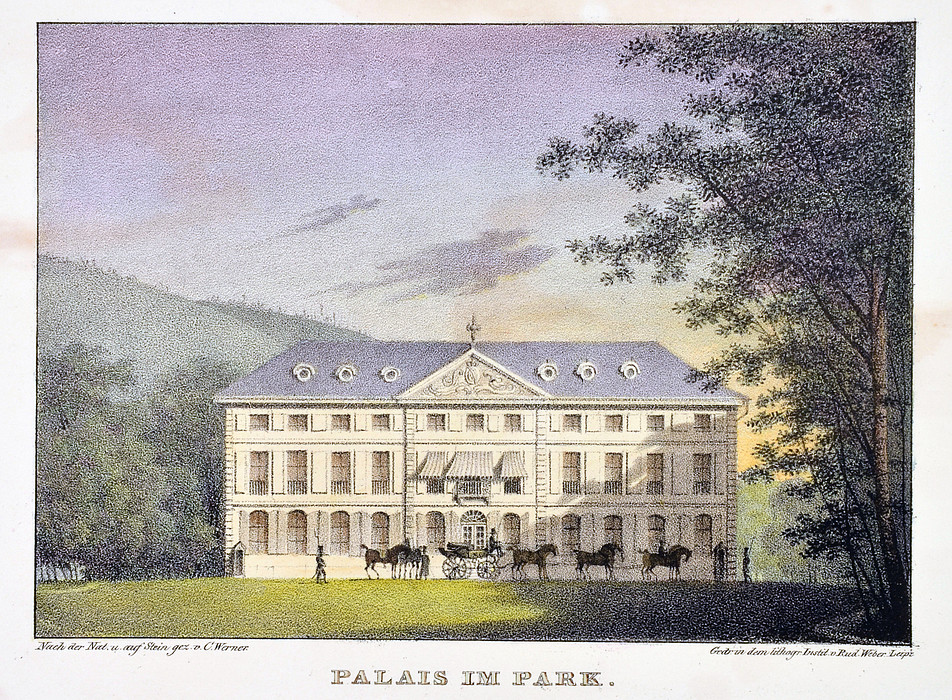
C. Werner: Palais im Park, 1838

Allgemein wird als Errichtungszeit die 2. Hälfte des 18. Jahrhunderts angenommen. Der exakte Zeitpunkt konnte bislang nicht bestimmt werden, wird aufgrund verschiedener Indizien jedoch in den 1760er Jahren vermutet.
Hierzu werden ein Tagebucheintrag Heinrichs XI. und zwei Ofenplatten, die sich in der Beletage befinden, herangezogen. Danach habe Heinrich XI. am 14. Mai 1789 geschrieben, dass er mit seiner Gemahlin Alexandrine an diesem Tag, wie immer, vom Oberen Schloss ins „Maison de belle retraite“ (Haus des schönen Refugiums) umziehe, um dort den Sommer zu verbringen. Dies sei seit 21 Jahren „le plus beau amusement du monde“ (der größte Spaß in der Welt). Somit verweise diese Aussage in das Jahr 1768, in dem Heinrich XI. Reuß älterer Linie Obergreiz mit Reuß älterer Linie Untergreiz zu Reuß älterer Linie vereinigte. Dieser Befund werde durch zwei gusseiserne Ofenplatten in den Kaminen der Beletage gestützt, die die Jahreszahl 1769 trügen. Somit müsse ein „Maison de belle retraite“ bereits 1768/69 bestanden haben.
Weiterhin könne auf eine Gedenktafel zur Greizer Geschichte verwiesen werden, die für den 1. Juni 1779 mitteile, Heinrich XI. lasse das Sommerpalais ausbauen und mit Stuckarbeiten und Tapeten schmücken. Diese Arbeiten würden auf der Erhebung in den Reichsfürstenstand 1778 und dem damit verbundenen gesellschaftlichen Aufstieg beruhen. Heinrich XI. habe das bestehende Schloss an die neue Würde eines Landesherren anpassen wollen. Ebenso widersprächen Merkmale im Erdgeschoss einem Neubau in den 1780er Jahren.

## Vorgängerbau

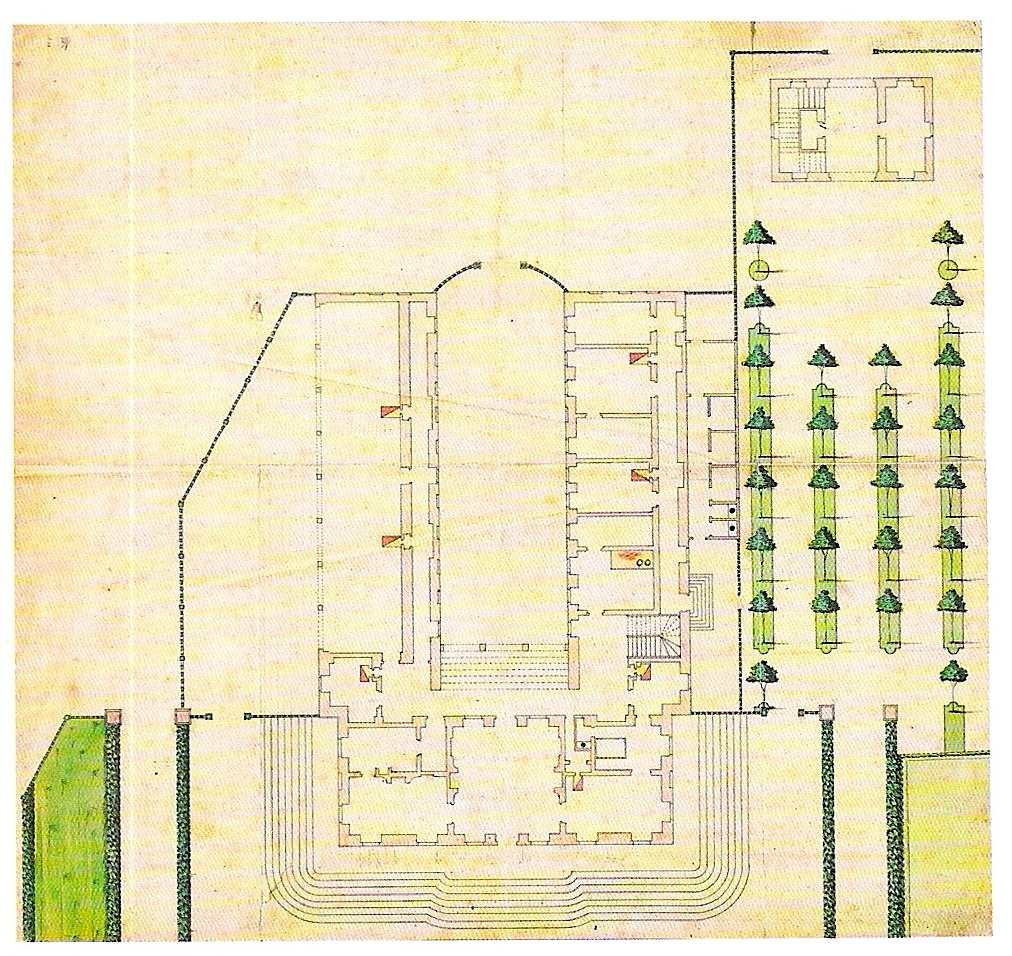
Friedrich Gottlieb Schultz: Grund-Riß der Hoch Gräflichen Reuß Plauischen Residenz Ober Greiz, 1744

Das gegenwärtige Sommerpalais war nicht die erste Sommerresidenz der Herrschaft Reuß älterer Linie Obergreiz. Zwei Stadtpläne aus den 1740er Jahren zeigen eine Anlage an der Stelle des Sommerpalais. In der Radierung von Gabriel Bodenehr der Jüngere von 1741 ist der Umriss einer dreiflügeligen Anlage am westlichen Ende des Parks in der Biegung der Weißen Elster von Westen nach Norden zu erkennen. Dieses Gebäude ist ebenso auf einem Stadtplan von Friedrich Gottlieb Schultz aus dem Jahr 1744 eingezeichnet.
Eine weiterführende Beschreibung ist mithilfe zweier Grundrisszeichnungen möglich, die in der Staatlichen Bücher- und Kupferstichsammlung aufbewahrt werden. Danach handelte es sich um ein dreiflügeliges Schloss nach dem Vorbild französischer Architektur. Die Fassade des Corps de Logis öffnete sich in sechs Fenstern und einer Mitteltür nach Osten zum Lustgarten, wodurch eine Ausrichtung zum Oberen Schloss bestand. An seinen drei Seiten war das Corps de Logis von einer Treppe umgeben. Auf der Rückseite befand sich eine kleinere Treppe, die vom Wohnhaus in den Cour d’honneur führte. Der südliche Seitenflügel enthielt die Orangerie und war im Gegensatz zum nördlichen, zweigeschossigen Seitenflügel erdgeschossig angelegt.
Ein Aufriss dieser Anlage ist nicht überliefert. Eine Radierung von Johann Martin Bernigeroth aus dem Jahr 1757, die sich wie die zwei Grundrisszeichnungen in der Staatlichen Bücher- und Kupferstichsammlung befindet, deutet jedoch darauf hin, dass das Corps de Logis wohl dreigeschossig und ein Geschoss höher als die Seitenflügel war.
Bislang wurden keine weiteren Darstellungen oder schriftlichen Aufzeichnungen gefunden. Somit ist auch eine Bestimmung der Errichtungszeit nicht möglich.

## Architektur

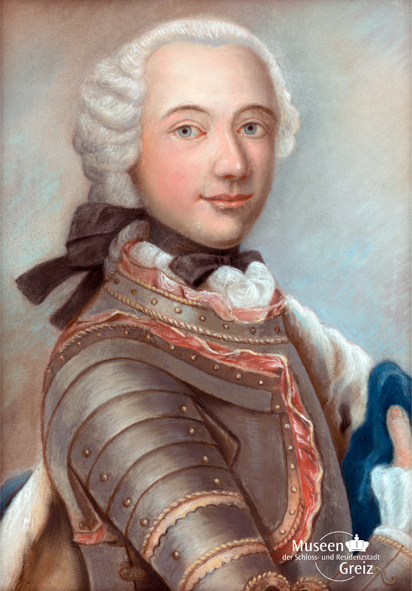
Fürst Heinrich XI. Reuß zu Greiz (1722–1800)

Das einflügelige Sommerpalais ersetzte nach den Vorstellungen des weit gereisten Heinrich XI. den Vorgängerbau. Heinrich XI. hatte von 1740 bis 1742 Deutschland, Frankreich und Italien bereist und bekundete mit dem Sommerpalais sein Interesse an moderner Architektur. Dabei ist anhand der Fassade, der Stuckierung der früheren Orangerie und der Ausstattung der Beletage ein französischer Einfluss und die Rezeption des Frühklassizismus zu erkennen. Der Bauherr beabsichtigte die Verbindung von Orangerie, Repräsentations- und Wohnräumen in einem Gebäude.

### Aufbau und Außenansicht
Die dreigeschossige Anlage mit Erdgeschoss, Beletage und Mezzanin trägt ein flaches Satteldach mit Rundfenstern. Die Ausrichtung nach Süden gibt die Blickachse zum Oberen Schloss auf.

#### Fassade
Von den elf Fensterachsen sind die drei mittleren auf der Südseite, die im ersten Obergeschoss dem Festsaal zugehören, durch einen Risalit hervorgehoben. Dieser ist mit einem Giebel bekrönt und wie die Ecken des Gebäudes mit genuteten Lisenen gerahmt. Über mehrere Stufen kommt man zum von zwei Jägerfiguren flankierten Hauptportal, das sich in zwei Flügeln zum Gartensaal hin öffnet. Darüber sind der Balkon und die Fenster des Festsaals in der Beletage.
Das Giebelfeld über den Mezzaninfenstern des Festsaals beinhaltet das reußische Wappen mit der geschlossenen Fürstenkrone und ein Spruchband mit dem Schriftzug „Maison de belle retraite“.

#### Nordseite
Auf der dem Park zugewandten Seite ist der Mittelrisalit ausgeprägter als auf der Südseite. Er springt um einige Meter weiter vor.

### Erdgeschoss
Das Erdgeschoss umfasst neben den an der Nordseite befindlichen Versorgungsräumen den südseitigen Gartensaal.

#### Gartensaal
Ursprünglich wurde dieser möglicherweise als Orangerie für die Überwinterung der Orangenbäume genutzt. Aufgrund der guten Akustik nutzte man den Saal im Sommer für Konzert- und Theateraufführungen. Ebenso fanden hier Feste statt.
Der weiß gefasste Saal besitzt eine beeindruckende Proportion mit einer Fläche von 36 Meter mal 7 Metern. Der stuckverkleidete Unterzug der Decke wird durch zwei kannelierte Säulen gestützt. Diese teilen den Raum gleichmäßig in zwei Schiffe. Durch den zurückhaltenden Dekor unterscheidet sich dieser Gartensaal wesentlich von den Gartensälen des Rokoko.
Beachtlich ist der aus Stuckierungen und Flachreliefs bestehende Schmuck von 1782/83, der einem Stuckateur der Familie Bossi zugerechnet wird. Unter anderem sind die Fensterlaibungen der Süd-, Ost- und Westseite mit Rahmen, Rosetten und Festons stuckiert. Die Laibung des Portals trägt die verschlungenen Initialen von Heinrich XI. Auffallend ist die reichhaltige Stuckierung der nördlichen Wand des Saals. Eine ähnliche Detailfülle weisen die Wandfelder der Schmalseiten auf. Allgemein zeigen die mit einem Flachbogen abgeschlossenen Wandfenster des Gartensaals eine Unterteilung durch kannelierte Pilaster mit ionischen Kapitellen und sind mit Flachreliefs stuckiert. Ikonografisch nehmen sie auf die Nutzung in der Entstehungszeit Bezug. In den Wandfeldern sind im Wechsel Gartengeräte, Ähren, Girlanden, Blumengebinde, Musikinstrumente und Theatermasken dargestellt. Die Felder darüber enthalten Stuckreliefs mit Putten und Blumengirlanden.
Auf der dem Portal gegenüberliegenden Seite steht ein Kamin mit vorkragenden Seitenwangen und Spiegelaufsatz über dem Kaminsims. Die Rückwand der Feuerstelle bildet eine gusseiserne Platte, welche das reußische Wappen mit der geschlossenen Krone und die Jahreszahl 1783 zeigt. Weiterhin befinden sich auf Höhe der Säulen an der Nordwand zwei Porzellanöfen in Gestalt eines von Girlanden umschlungenen Säulenfragments auf einem quadratischen Sockel. Diese sind jeweils mit einer Büste bekrönt.
Durch zwei zweiflügelige Türen gelangt man auf der Nordseite aus dem Gartensaal. Während die westliche über den Flur zu den Versorgungsräumen führt, befindet sich hinter der östlichen ein Treppenhaus. Die geschwungene Treppe wurde Anfang des 20. Jahrhunderts eingebaut und führt zur Beletage.

### Beletage
Vom Treppenhaus gelangt man zunächst ins Vestibül. Südlich schließen sich die fürstlichen Repräsentationsräume an. Dazu gehören der zentral gelegene Festsaal und die durch eine Enfilade verbundenen Appartements des Fürsten und der Fürstin. Das westlich gelegene Appartement der Fürstin besteht aus dem Kabinett mit dem roten Kamin, einer später als Schlafzimmer genutzten Retirade und dem Grünen Eckkabinett mit Wandkonsolen für die Porzellansammlung. Östlich des Festsaals liegen im Bereich des Appartements des Fürsten das Kabinett mit dem grünen Kamin und das Rote Eckkabinett als Pendant zum Grünen Eckkabinett am gegenüberliegenden Ende der Enfilade. In den Kabinetten sind Allegorien der Malerei und der Bildhauerei sowie Allegorien von Ackerbau und Viehzucht dargestellt. Hingegen umfasst die nördliche Seite der Beletage kleinere, tapezierte Räume. Dazu gehören das Chinesische Zimmer, das Wohnzimmer des Fürsten, sowie ein Schlafzimmer mit Alkoven.
In den Haupträumen der Beletage stehen drei offene Kamine, deren Feuerstellen mit gusseisernen Platten ausgestattet sind. Sie tragen die Initialen Heinrichs XI. mit dem reußischen Wappen und der Jahreszahl 1769.

#### Festsaal
Der Festsaal vereint barocke Repräsentation mit klassizistischem Ausdruck. Er ist um das Mezzanin überhöht und geht über die Disposition einer salle à l'italienne hinaus. Zugleich wurde auf eine Pilasterordnung verzichtet und eine Paneelgliederung der Wände vorgenommen. Diese umfasst breite und schmale Felder mit kleineren Feldern darüber. Den schmalen Reliefrahmen sind schwere, plastische Girlanden vorgelegt und halbplastische Vasen aufgesetzt. Das Gesims besitzt einen konsolartigen Triglyphen-Rosettenfries. An der Nordseite befindet sich ein Spiegelkamin.
Die Deckenmitte präsentiert eine von Lorbeergirlanden umrahmte Stuckrosette. Dieses Zentrum umgeben Felder mit zwei Adlern, die eine Blumengirlande in ihren Schnäbeln halten. Das Adlermotiv ist ebenso in den Supraporten des Festsaals zu finden. Hierbei sitzen sie auf einer Girlande.

### Mezzanin
Über eine Treppe gelangt man ins Mezzanin. Hier befanden sich die schlichten Wohnräume der fürstlichen Familie.

## Entwicklungen im 20. Jahrhundert
Bis zum Ersten Weltkrieg erfüllte das Sommerpalais seine Funktion als Sommersitz der Fürsten Reuß älterer Linie. Im Zusammenhang mit der Novemberrevolution ging es 1918 in Staatseigentum über, nachdem aus dem „Fürstentum Reuß älterer Linie“ ein Freistaat geworden war. Im Jahr 1919 schlossen das Fürstenhaus und die Regierung des nunmehr bestehenden Volksstaates Reuß einen Auseinandersetzungsvertrag.
Schließlich einigten sich beide Parteien am 8. Februar 1921 auf einen Vergleich. Anschließend wurden die fürstliche Kupferstichsammlung und die fürstliche Bibliothek, die sich bis dahin im Oberen Schloss befanden, dem Staat als „Stiftung der Älteren Linie des Hauses Reuß“ übergeben. Künftiger Aufbewahrungsort sollte das Sommerpalais sein. Im Jahr 1922 öffnete erstmals das Museum Staatliche Bücher- und Kupferstichsammlung Greiz.
Das Sommerpalais blieb von Auswirkungen des Zweiten Weltkriegs nicht verschont. Diese Schäden konnten jedoch bereits 1945 behoben werden. 1962 erfolgte eine Dachsanierung des Gebäudes. Danach kam es zu regelmäßigen Renovierungsarbeiten.
Am 12. September 1994 wurde das Denkmalensemble „Sommerpalais und Park Greiz“ der Stiftung Thüringer Schlösser und Gärten übertragen.

## Gegenwart

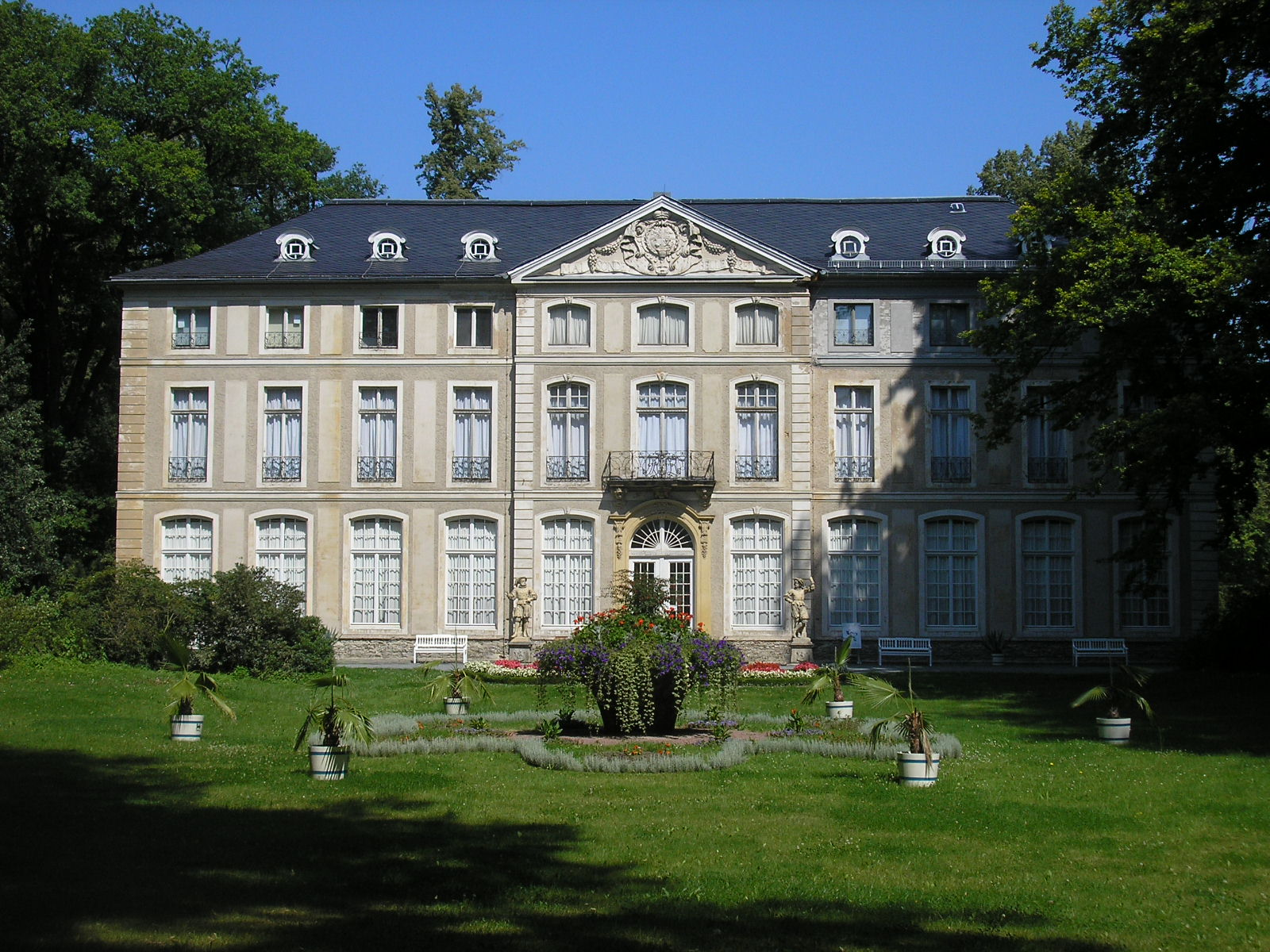
Das Sommerpalais von Süden (2007)

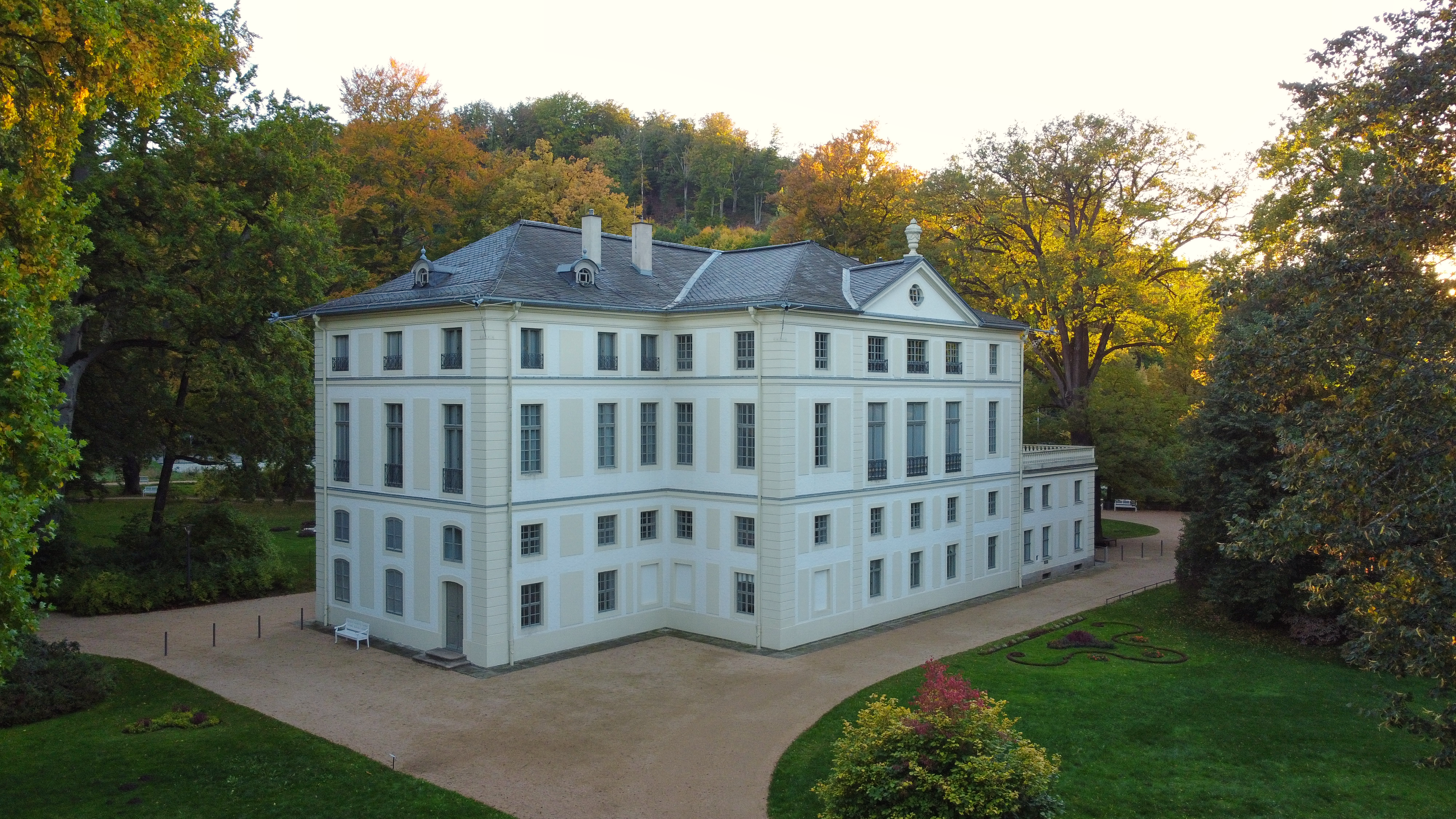
Luftaufnahme der Rückseite, 2022

Nach einer grundhaften Sanierung in den Jahren 2005 bis 2011 präsentierte sich das Gebäude außen und innen wieder in seiner Ursprünglichkeit. Für die Sanierung gab es u. a. eine Förderung des Bundes im Rahmen des Denkmalpflegeprogramms „Kulturdenkmäler von nationaler Bedeutung“.
Im Gartensaal und in der Beletage finden regelmäßig Ausstellungen der Staatlichen Bücher- und Kupferstichsammlung und des «Satiricums» statt. Weiterhin werden Gartensaal und Festsaal im Sommer für Konzerte, Lesungen und andere Veranstaltungen genutzt.
Das Vestibül wurde 1922 als Schaubibliothek mit Bücherschränken ausgestattet, ebenso zwei weitere Räume der Beletage. Im Mezzanin befinden sich die Bibliotheksbestände, der Lesesaal und die Restaurierungswerkstatt.
Durch Hochwasser wurden Park und Palais im Juni 2013 erheblich beschädigt. Die Stiftung Thüringer Schlösser und Gärten sprach von „katastrophaler Dimension“. Die Kosten für die nötige Renovierung lagen nach ersten Schätzungen bei 2,6 Millionen Euro. Die Kunst- und Büchersammlungen konnten vor dem Hochwasser gerettet werden. Bis 2017 waren die Renovierungsarbeiten an Park und Palais abgeschlossen.